# フォンダン
フォンダン (フランス語: Fondant [fɔ̃dɑ̃] ( 音声ファイル)、英語: [ˈfɒndənt]) とは、菓子やフィリング、アイシングに使用される、砂糖と水を混ぜ合わせたもの。砂糖の温度変化では、107 - 115℃程度まで熱したものをいい、砂糖から細かい泡が立ち、これが冷めるとわずかに糸を引く状態となる。加熱状態はシロップよりも高いが、キャラメルよりは低い。
時々柔らかさや安定性を上げるためにゼラチンやグリセリンが使用される。フォンダンにはもっとも基本的な液状フォンダンをはじめとする無数の種類が存在する。
フォンダンアイシングはケーキや焼き菓子などのデコレーションや成型などに使用されるアイシングである。砂糖、水、ゼラチン、植物油やショートニング、グリセリンなどから作ったフォンダンでアイシングを行う。これは大体のアイシングの食感とは異なる。ロールフォンダンは硬い粘土のようなものである一方、液状のフォンダンは濃い液体である。この言葉はフランスでは、「溶ける」を意味していて、フォンデュやファウンドリーと同じ語源から来ている。

## 作り方
基本的には砂糖と水を煮沸した後に温度を40度くらいまで下げ、麺棒やミキサーなどで白くなるまですったものである。湯煎にかけて白ワインでのばして使用する。さまざまな色に染めて使う場合もある。

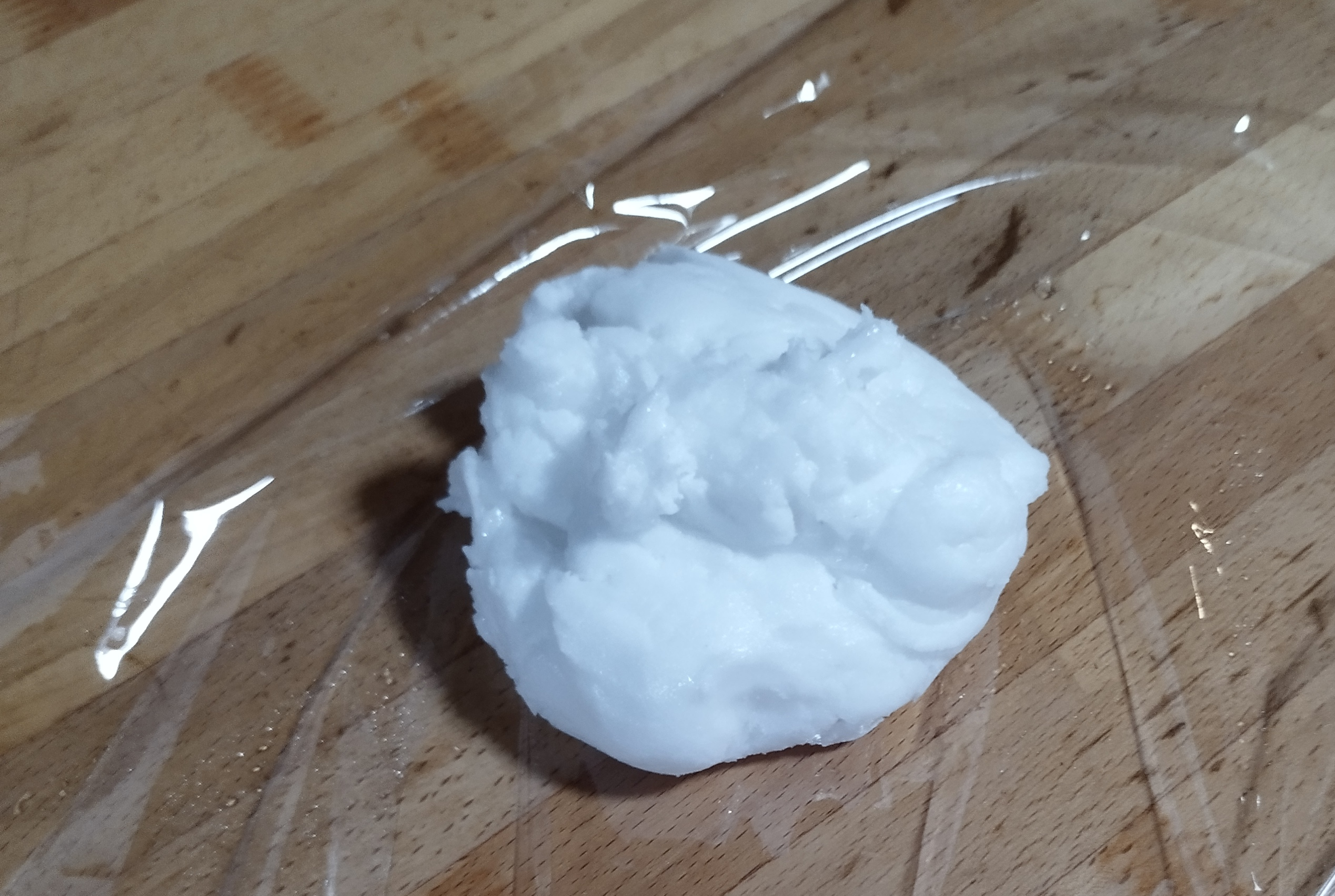
フォンダン

## 液状フォンダン
液状のフォンダンは、クリーミーな砂糖菓子の一種で、フィリングやケーキのコーティング、ペイストリー、キャンディやスイーツに使用される。基本的に砂糖と水だけの簡単な材料でできる。例えば、キャドバリー・クレーム・エッグは、フォンダンをサッカラーゼで処理した転化糖が中身に使用されている。フォンダンファンシーは、一般的に液状フォンダンで覆われたケーキの一種である。

## 各種のロールフォンダン
ロールフォンダンとは、ケーキをコーティングするためにパイ生地のように伸ばせるフォンダンである。
マシュマロフォンダンとは、家でパンを焼く人や菓子作りが趣味の人の間でよく作られるロールフォンダンである。マシュマロフォンダンは溶かした保存可能なマシュマロ、水、粉砂糖、そして固形の野菜ショートニングを混ぜ合わせて作られる。自家製フォンダンのレシピは必要な材料が入手しやすいため、家でパンを焼く人はそのレシピを使用する。
スカルプティングフォンダンはロールフォンダンと似ているが、それよりも硬めにできているため彫刻に適した素材である。
シュガーペーストとガムペーストはロールフォンダンと似ているが完全に固まる。そのため、新郎新婦を模した砂糖菓子、大きめな花のような、大きいケーキのデコレーションに使用される。シュガーペーストは主に卵の白身、粉砂糖とショートニングを材料に作られる。

## ギャラリー

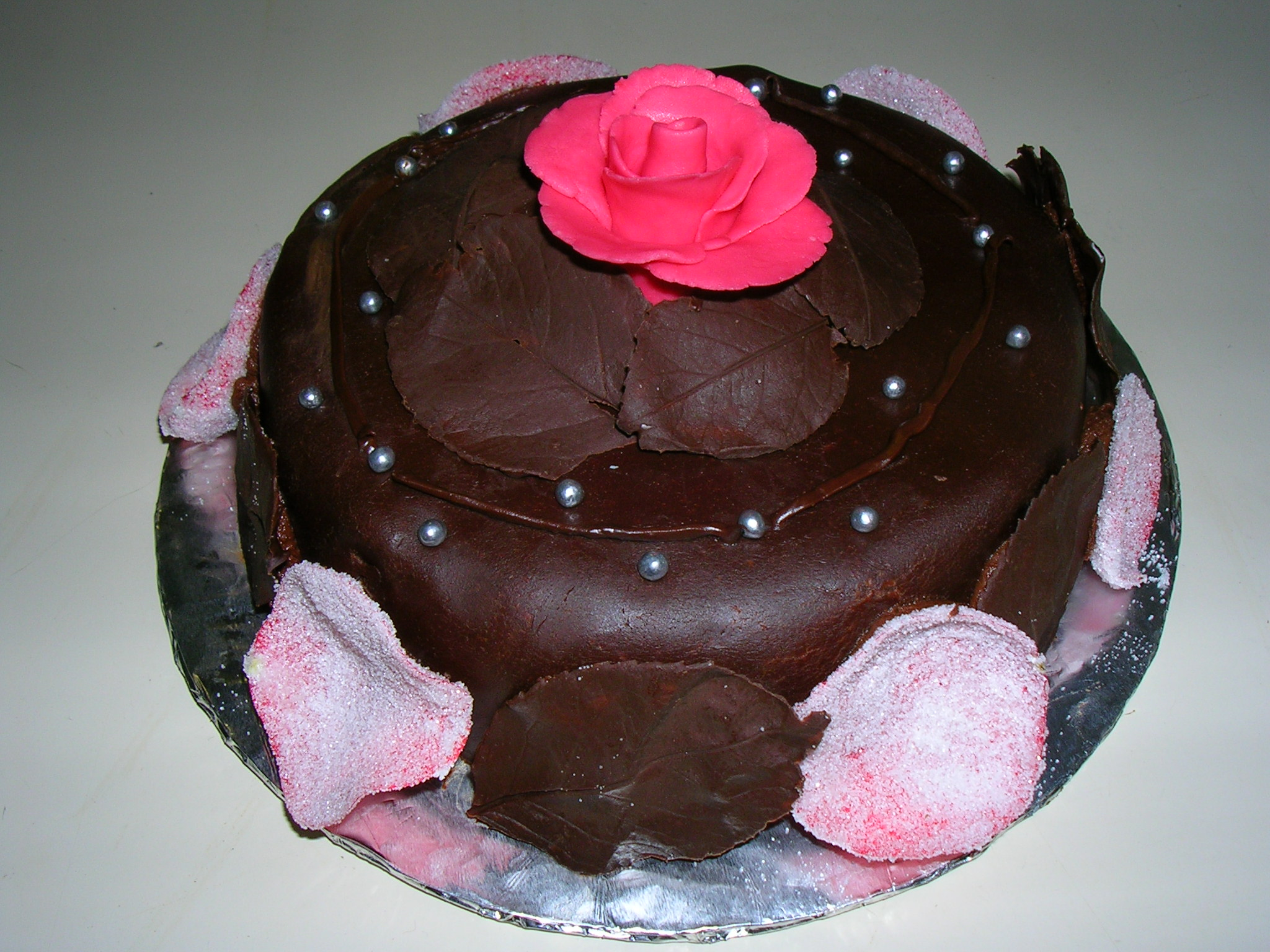
チョコレートロールフォンダンのケーキ
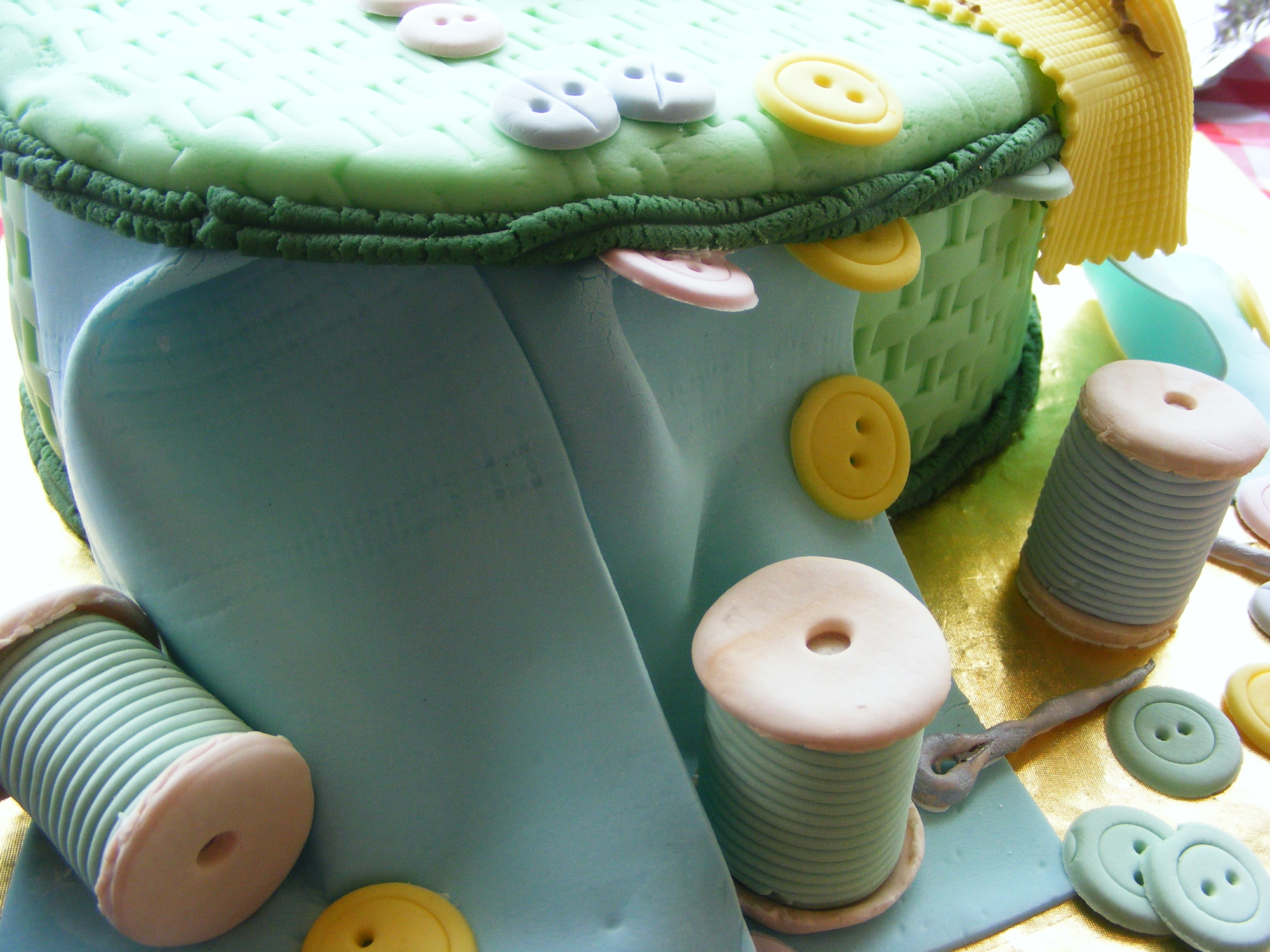
裁縫セットを模したフォンダンのケーキ
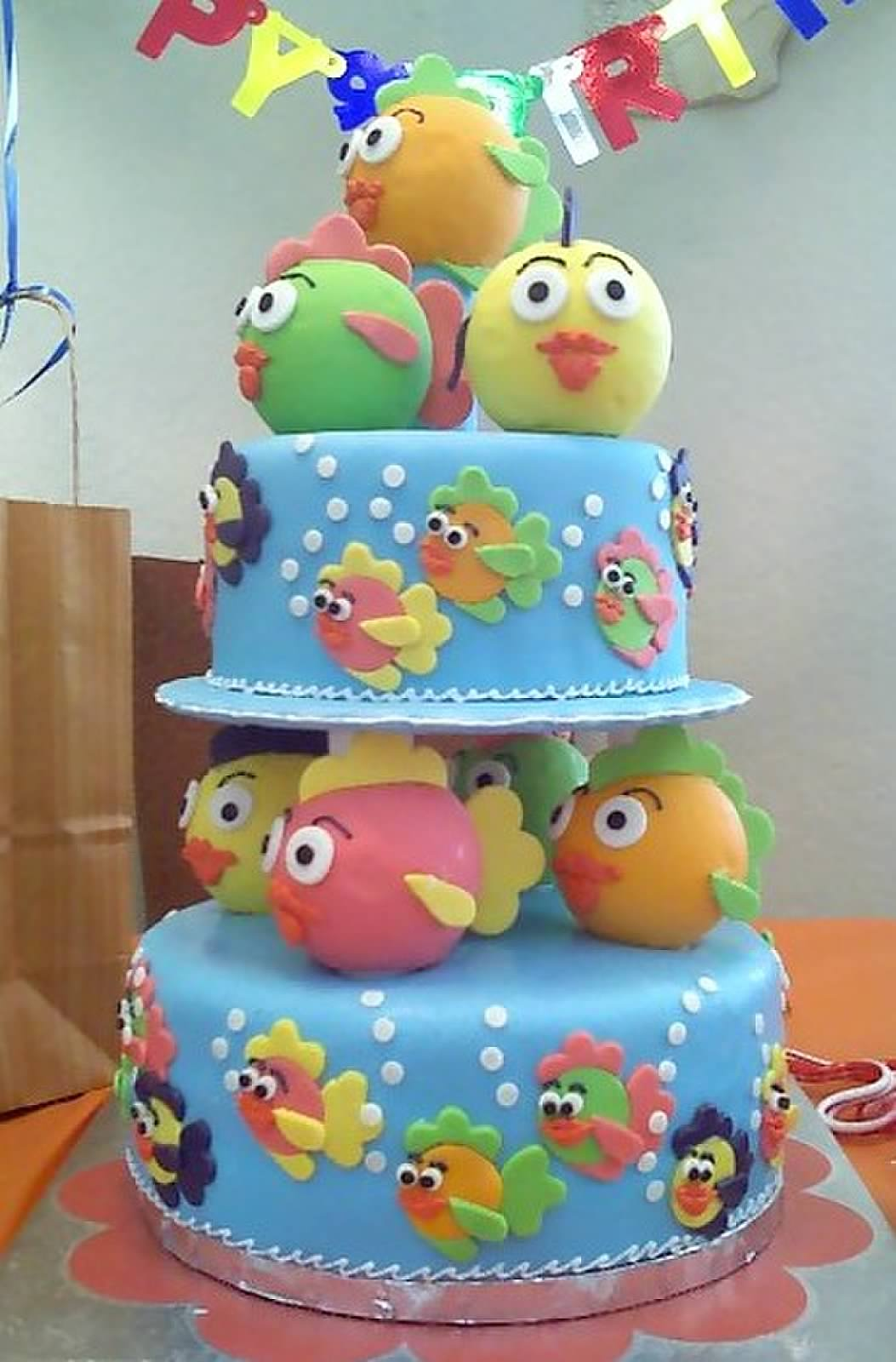
アップリケメソッドは一層以上の型抜きを使ったロールフォンダンで色や深みを与える方法である。
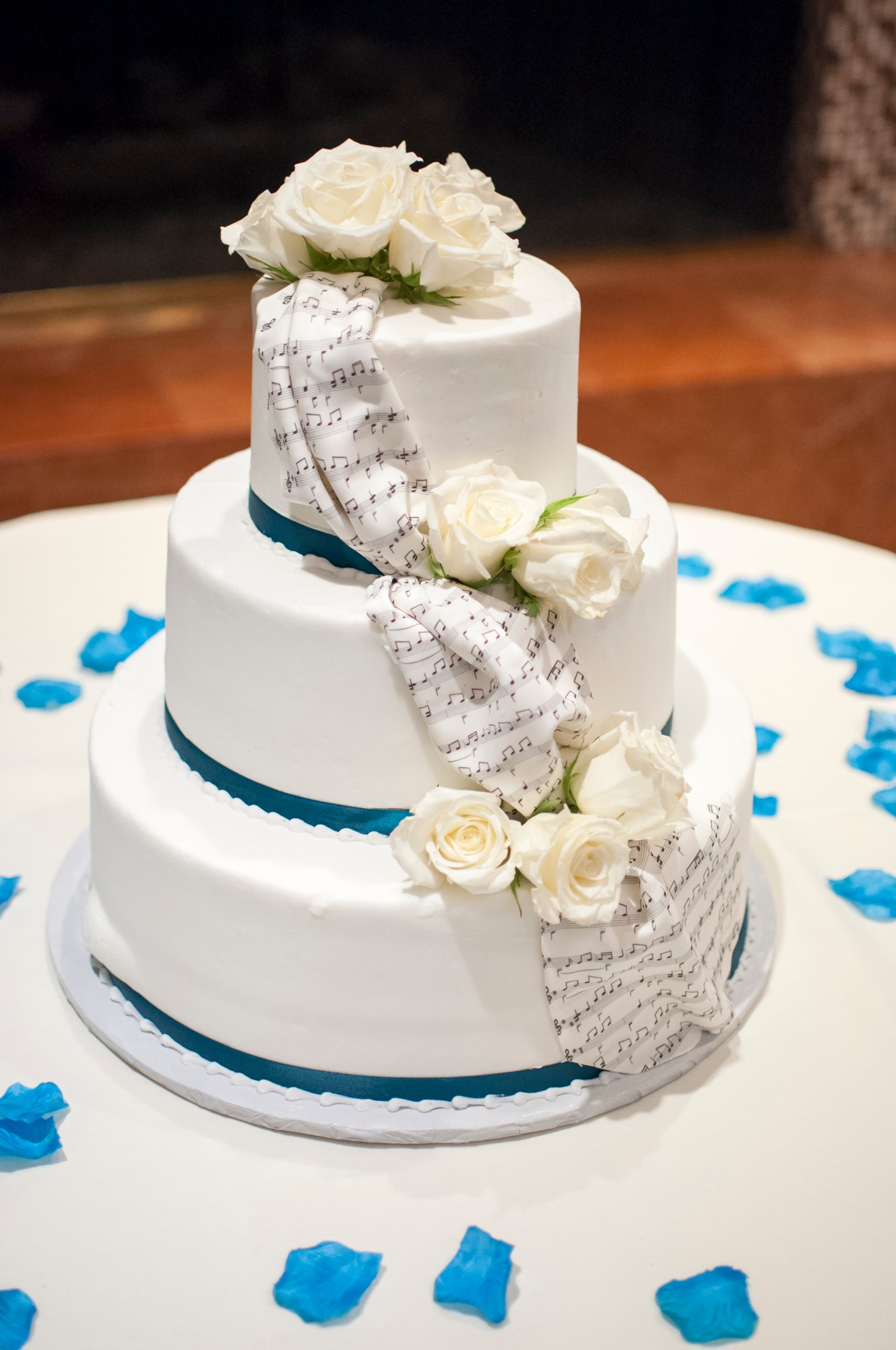
花のフォンダンがコーティングされたケーキ
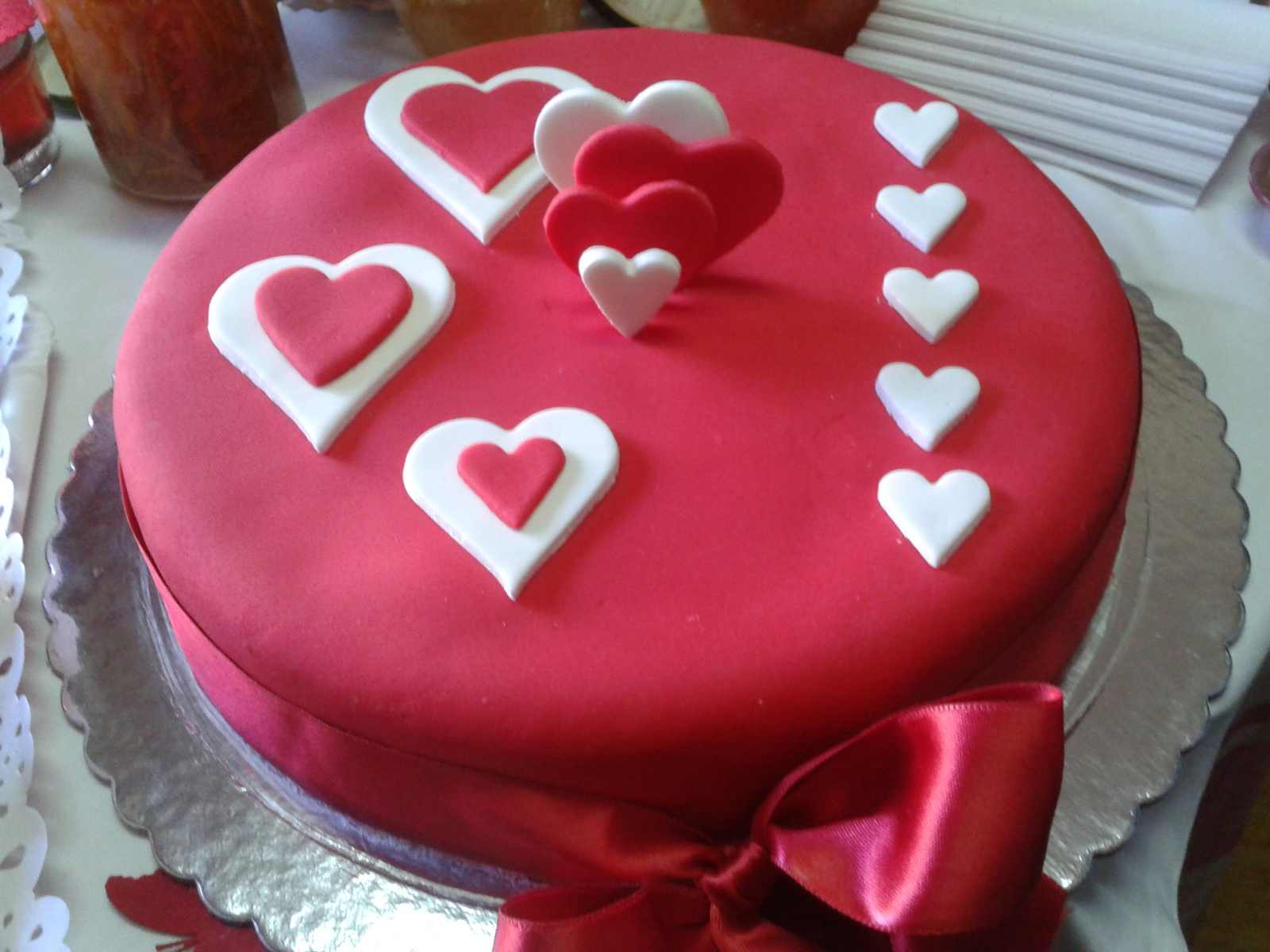
バレンタインデー仕様の赤いフォンダンのケーキ
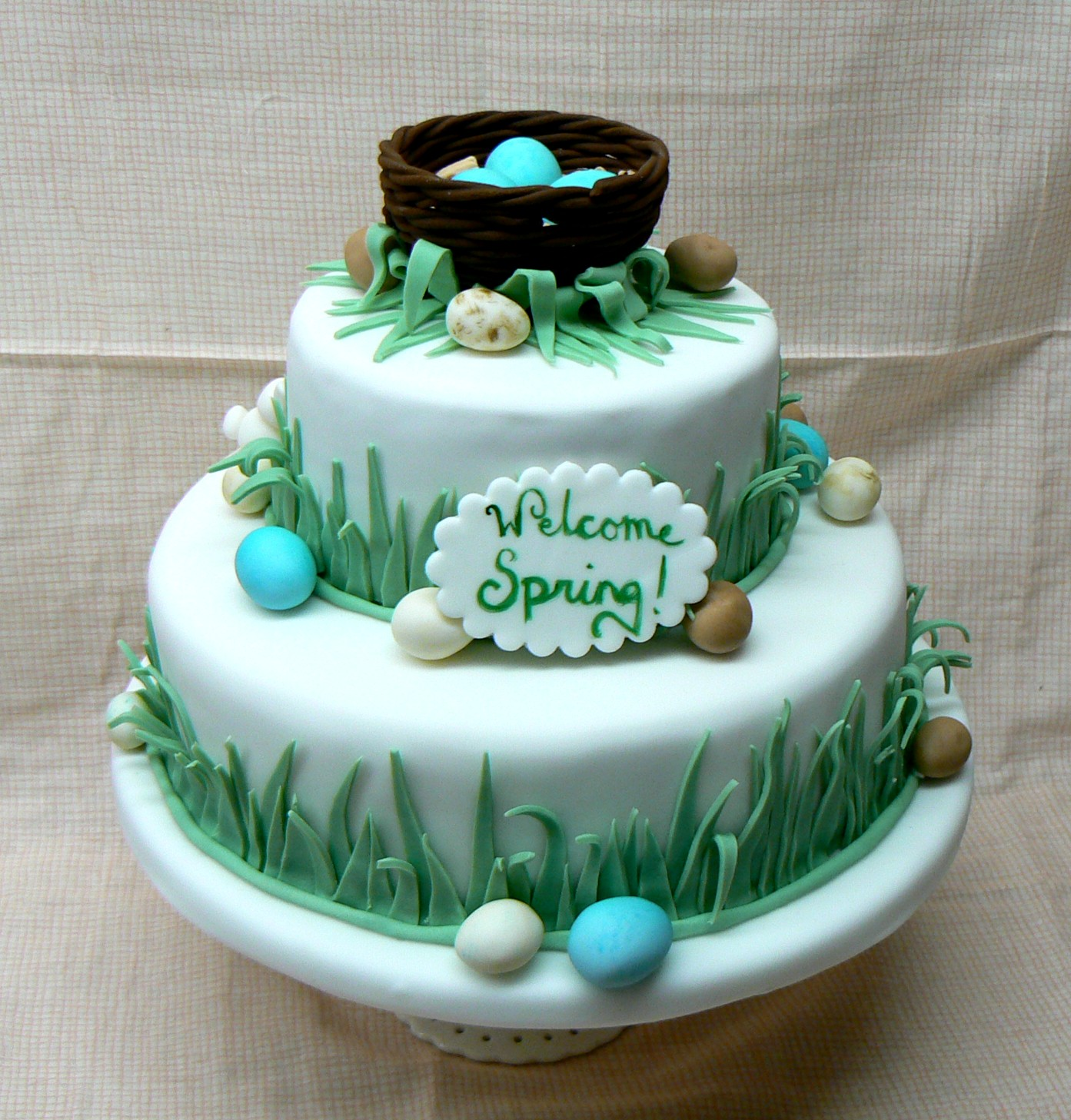
卵の形にかたどられたフォンダン
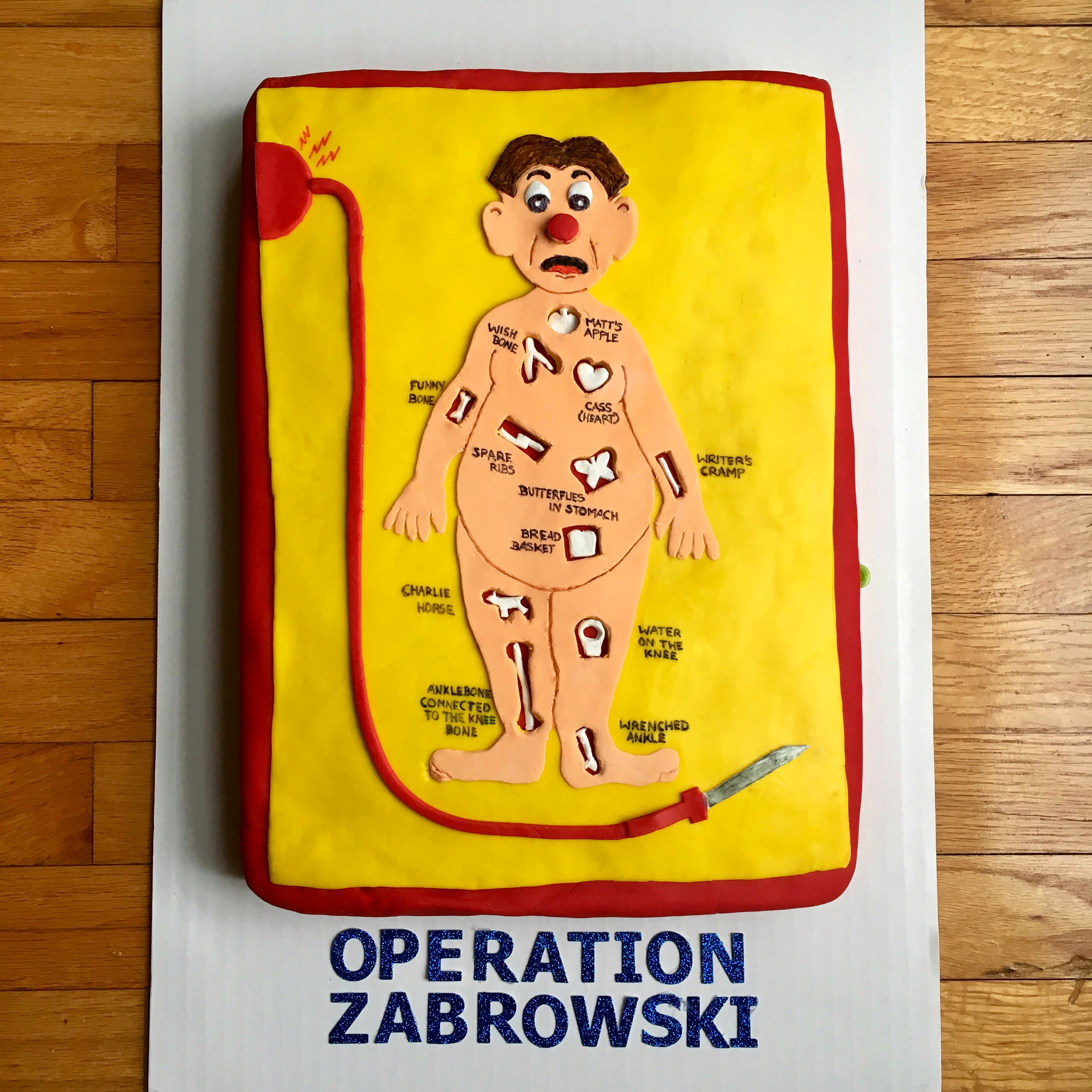
フォンダンから作られた「オペレーション」ゲームのケーキ